# Miss Japão
Miss Japão é um tradicional concurso de beleza feminino realizado anualmente no país asiático e que tem como objetivo levar, a melhor e mais capacitada candidata em busca do título de Miss Universo. O país já acumula duas coroas universais, a primeira em 1959 com Akiko Kojima e a segunda em 2007 com a bailarina Riyo Mori. Atualmente a organização do concurso está sobre a posse da IBG Japan, que é a franquia responsável local do Miss Universe Organization. Antes de trocar de mãos, o certame era realizado pela competente francesa Inès Ligron, que foi responsável por levar o nome do país novamente entre os mais cotados do concurso internacional.

## Vencedoras

No centro, a primeira japonesa eleita Miss Universo, em 1959, Akiko Kojima.

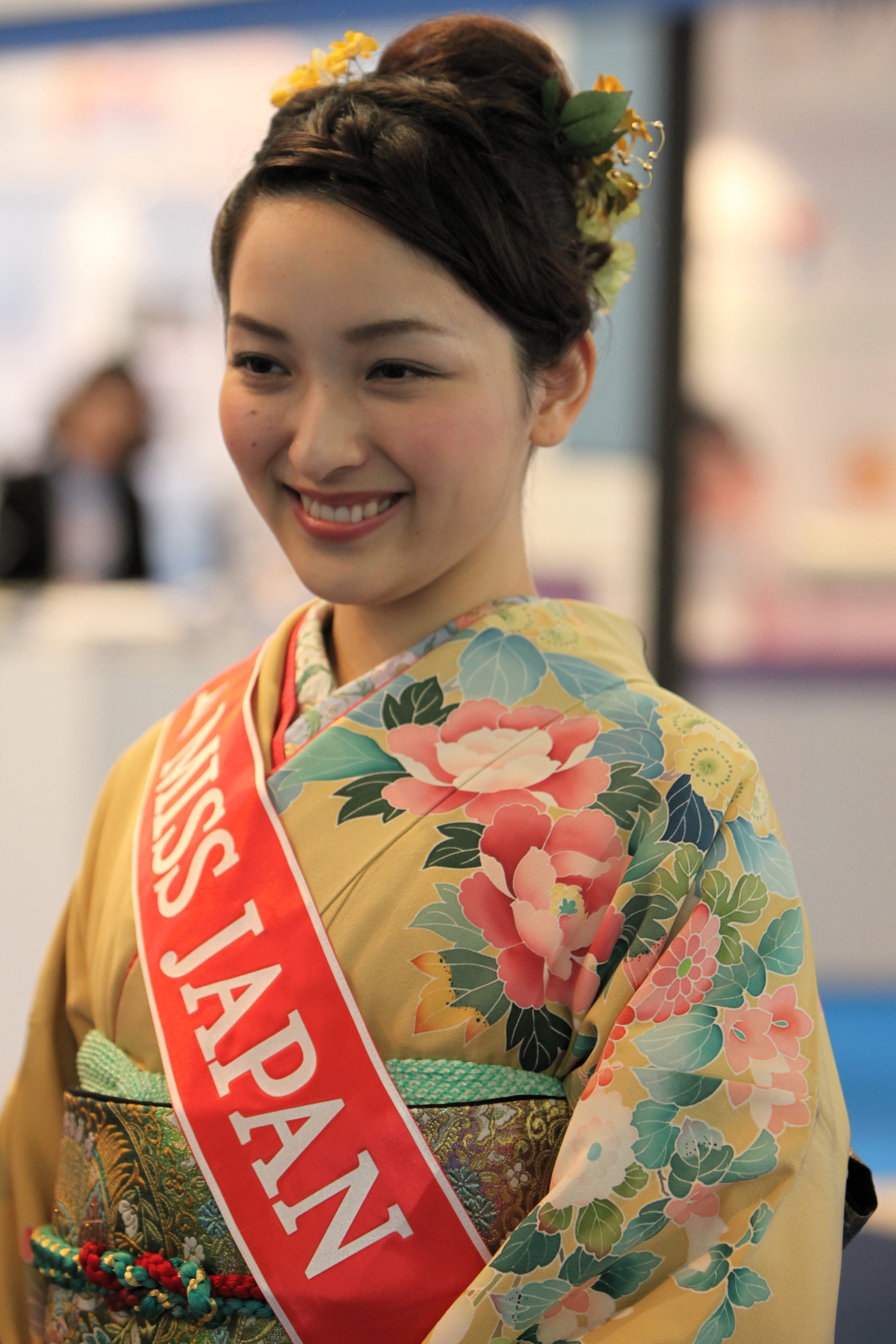
A Miss Japão 2011, Maria Kamiyama trajando um tradicional Kinomo com sua faixa nacional.

| Ano  | Representantes                | Província  | Colocação               |
| 2021 | Juri Watanabe                 | Tokyo      |                         |
| 2020 | Aisha Harumi Tochigi          | Chiba      |                         |
| 2019 | Ako Kamo                      | Hyogo      |                         |
| 2018 | Yuumi Kato                    | Mie        |                         |
| 2017 | Momoko Abe                    | Chiba      |                         |
| 2016 | Sari Nakazawa                 | Shiga      |                         |
| 2015 | Ariana Miyamoto               | Nagasaki   | (Top 10) Semifinalistas |
| 2014 | Keiko Tsuji                   | Nagasaki   |                         |
| 2013 | Yukimi Matsuo                 | Mie        |                         |
| 2012 | Ayako Hara                    | Sendai     |                         |
| 2011 | Maria Kamiyama                | Osaka      |                         |
| 2010 | Maiko Itai                    | Oita       |                         |
| 2009 | Emiri Miyasaka                | Tóquio     |                         |
| 2008 | Hiroko Mima                   | Tokushima  | (Top 15) Semifinalistas |
| 2007 | Riyo Mori                     | Shizuoka   | MISS UNIVERSO 2007      |
| 2006 | Kurara Chibana                | Okinawa    | 2º. Lugar               |
| 2005 | Yukari Kuzuya                 | Ichinomiya |                         |
| 2004 | Eri Machimoto                 | Hiroshima  |                         |
| 2003 | Miyako Miyazaki               | Kumamoto   | 5º. Lugar               |
| 2002 | Mina Chiba                    | Tóquio     |                         |
| 2001 | Misao Arauchi                 | Tóquio     |                         |
| 2000 | Mayu Endo                     | Tóquio     |                         |
| 1999 | Satomi Ogawa                  | Saitama    |                         |
| 1998 | Nana Okumura                  | Tóquio     |                         |
| 1995 | Narumi Saeki                  | Tóquio     |                         |
| 1994 | Chiaki Kawahito               | Tóquio     |                         |
| 1993 | Yukiko Shiki                  | Okinawa    |                         |
| 1992 | Akiko Ando                    | Nagoia     |                         |
| 1991 | Atsuko Yamamoto               | Osaka      |                         |
| 1990 | Hiroko Miyoshi                | Fukuoka    |                         |
| 1989 | Eri Tashiro                   | Tóquio     |                         |
| 1988 | Mizuho Sakaguchi              | Osaka      | 4º. Lugar               |
| 1987 | Hiroe Namba                   | Osaka      |                         |
| 1986 | Hiroko Esaki                  | Quioto     |                         |
| 1985 | Hatsumi Furusawa              | Kiyosato   |                         |
| 1984 | Mayumi Niiyama                | Tóquio     |                         |
| 1983 | Yuko Yamaguchi                | Osaka      |                         |
| 1982 | Eri Okuwaki                   | Tóquio     |                         |
| 1981 | Mineko Orisaku                | Quioto     |                         |
| 1980 | Hisae Hiyama                  | Tóquio     |                         |
| 1979 | Yurika Kuroda                 | Tóquio     |                         |
| 1978 | Hisako Manda                  | Osaka      |                         |
| 1977 | Kyoko Sato                    | Tóquio     |                         |
| 1976 | Miyako Iwakuni                | Tóquio     |                         |
| 1975 | Sachiko Nakayama              | Chiba      | (Top 12) Semifinalista  |
| 1974 | Eriko Tsuboi                  | Tóquio     |                         |
| 1973 | Miyoko Sometani               | Tóquio     | (Top 12) Semifinalista  |
| 1972 | Harumi Maeda                  | Tóquio     | (Top 12) Semifinalista  |
| 1971 | Shigeko Taketomi              | Tóquio     | (Top 12) Semifinalista  |
| 1970 | Jun Shimada                   | Tóquio     | 4º. Lugar               |
| 1969 | Kikuyo Osuka                  | Nagoia     | 5º. Lugar               |
| 1968 | Yasuyo Iino                   | Tóquio     |                         |
| 1967 | Kayoko Fujikawa               |            |                         |
| 1966 | Atsumi Ikeno                  |            |                         |
| 1965 | Mari Katayama                 |            |                         |
| 1964 | Shizuko Matsumoto             |            |                         |
| 1963 | Noriko Ando                   |            | (Top 15) Semifinalista  |
| 1962 | Kasuko Hirano                 |            |                         |
| 1961 | Akemi Toyama                  |            |                         |
| 1960 | Yayoi Foruno                  |            | (Top 15) Semifinalista  |
| 1959 | Akiko Kojima                  | Kochi      | MISS UNIVERSO 1959      |
| 1958 | Tomoko Moritake               |            | (Top 15) Semifinalista  |
| 1957 | Kyoko Otani                   |            | (Top 15) Semifinalista  |
| 1956 | Yoshie Baba                   |            |                         |
| 1955 | Keiko Takahashi               |            | 5º. Lugar               |
| 1954 | Yoshikay Lucas Silvadattebayo |            |                         |
| 1953 | Kinuko Ito                    |            | 3º. Lugar               |
| 1952 | Himeko Kojima                 |            |                         |

## Premiações Especiais
Miss Simpatia
- 1958, 1968, 1979;

Melhor Traje Típico
- 2006;

## Controvérsia
Em 22 de janeiro de 2024, Carolina Shiino, de 26 anos, foi coroada Miss Japão 2024 e foi revelada ser nascida no oeste da Ucrânia. A escolha de europeia que gerou debate sobre identidade nacional no país asiático. Em 5 de fevereiro,  a vencedora renunciou ao título depois que uma revista japonesa publicou uma matéria sobre o envolvimento de Shiino com um homem casado. Ela admitiu o relacionamento e pediu desculpas publicamente.